# Penélope Cruz
Penélope Cruz Sánchez (Alcobendas, 28 de abril de 1974)
es una actriz y modelo española.
En 2006 fue la primera actriz española candidata a los Premios Óscar y a los Globos de Oro en la categoría de mejor actriz protagonista, por su papel en la película española Volver, dirigida por el cineasta español Pedro Almodóvar; en esa ocasión no obtuvo el Óscar, pero en 2008 se convirtió en la primera actriz española en conseguir el Óscar como mejor actriz de reparto gracias a la película Vicky Cristina Barcelona dirigida por Woody Allen.
Con esta película ganó además el premio BAFTA, su tercer Goya, y fue nominada a los Globos de Oro y al Premio del Sindicato de Actores.
Penélope Cruz volvió a ser nominada al Óscar como mejor actriz de reparto de 2010 por su papel en Nine y en 2022 en la categoría de mejor actriz protagonista por su papel en la película de Almodóvar, Madres paralelas.
En 2018 recibió Medalla de Oro al Mérito en las Bellas Artes, concedida por el Gobierno de España.
En 2019 recibió el Premio Donostia y fue el rostro identificativo del 67 Festival de cine de San Sebastián.
En 2022 le fue concedido el Premio Nacional de Cinematografía.

## Biografía
Penélope Cruz nació el 28 de abril de 1974, en Alcobendas (a 20 km al norte del centro de Madrid), en una familia formada por Eduardo Cruz (1953-2015), un comerciante extremeño que trabajaba en un concesionario de automóviles,
y María de la Encarnación Sánchez, una andaluza que regentaba una peluquería. Su nombre deriva de una de las canciones preferidas de sus padres, «Penélope», compuesta e interpretada por Joan Manuel Serrat.
Es mayor que sus dos hermanos: Mónica Cruz (n. 1977), también actriz, y Eduardo Cruz (n. 1985), cantante.
De muy pequeña asistió al colegio Juan XXIII y al IES El Portillo. Pronto se sintió atraída por el mundo del arte y la interpretación y, especialmente desde que a los quince años vio la película ¡Átame! de Pedro Almodóvar (protagonizada por Victoria Abril). Decidió ser actriz para poder llegar a cumplir un sueño: trabajar algún día con Pedro Almodóvar.
Recibió nueve años de aprendizaje de ballet clásico en el Conservatorio Nacional de Madrid, cuatro años que le sirvieron para mejorar su danza en diversos cursos en la Escuela Cristina Rota en Madrid, y tres años de ballet español con Ángela Garrido. Además, realizó cursos de baile de jazz con Raúl Caballero. Paralelamente estudió interpretación y se presentó a multitud de cástines a fin de trabajar en el cine como actriz.
La primera aparición interpretativa de Penélope Cruz fue en 1989 en el videoclip de la canción La fuerza del destino del grupo pop Mecano, tema publicado en 1988 en el disco "Descanso dominical", cuando tan solo tenía 14 años. Tras una exhaustiva búsqueda entre más de 200 chicas, Cruz quedó seleccionada para ser la protagonista del videoclip. Posteriormente iniciaría una larga relación de seis años con el integrante de dicho grupo Nacho Cano (n. 1963), entre 1991 a 1996.
Apareció en televisión por primera vez en Los mundos de Yupi, en 1990.
Tras ello le surgió la oportunidad de presentar La quinta marcha en Tele 5, un programa de televisión orientado a adolescentes donde coincidió con Jesús Vázquez. Dicha participación le sirvió para acercarse al medio televisivo y posteriormente trabajaría en 1991 en un episodio de la serie erótica Serie rosa dirigido por Jaime Chávarri.

## Trayectoria actoral

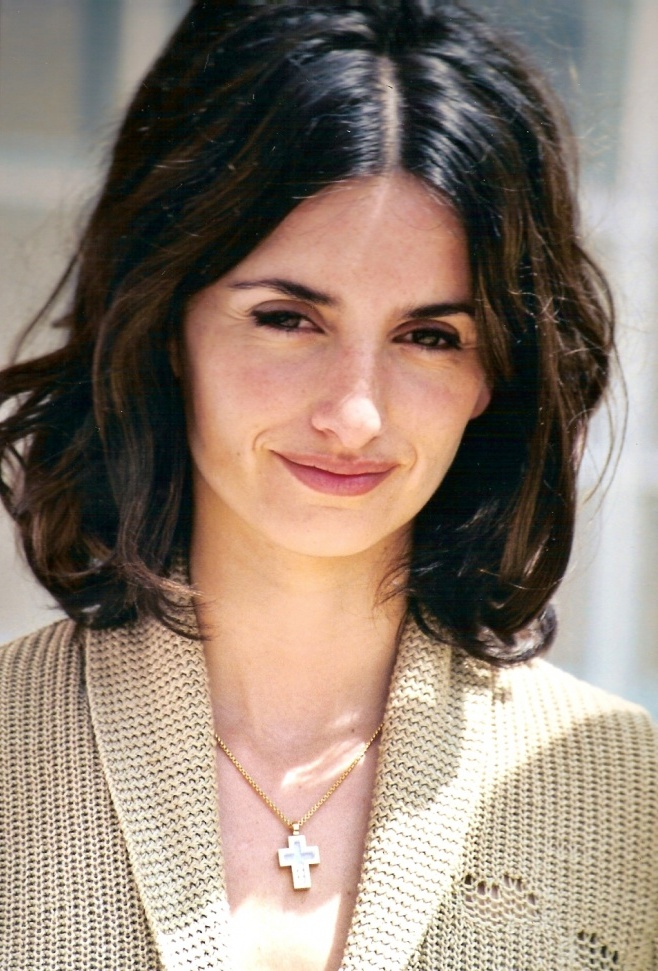
Penélope en el Festival de Cannes 2003.

La primera película de Penélope Cruz fue El laberinto griego dirigida por Rafael Alcázar, y después vino Jamón, jamón del director Bigas Luna en 1992, tras ser elegida por dicho director entre multitud de actrices. De esta película, rodada gran parte en Los Monegros, la actriz salió potenciada como una sex-symbol atractiva y sensual debido al contenido erótico de la película. Compartió protagonismo con los también por entonces principiantes Javier Bardem (n. 1969) y Jordi Mollá. Con esta película fue nominada en la VII edición de los Premios Goya de la academia del cine español como actriz protagonista y al Fotogramas de Plata a la mejor actriz de cine.
En 1992 también trabajó en un episodio de la serie Framed protagonizada por Timothy Dalton, en la que interpretaba el papel de Lola Del Moreno, y en Belle Époque de Fernando Trueba, película rodada gran parte en Portugal, que ganó el Premio Óscar a la mejor película de habla no inglesa en 1993. En ella compartió reparto con actores como Maribel Verdú, Ariadna Gil, Jorge Sanz, Agustín González, Chus Lampreave o Fernando Fernán Gómez entre muchos otros. Esta película, ganadora de nueve galardones en la VII edición de los Premios Goya de la academia española, se desarrolla durante la Segunda República en los años 30. En ella interpretó a una cándida e ingenua muchacha, personaje que le sirvió para huir de su imagen erótica de Jamón, jamón y con el que estuvo nominada al Fotogramas de Plata como mejor actriz de cine.
Tras estas dos películas, Penélope Cruz no paró de trabajar durante la primera parte de la década de los 1990 en películas como Por amor, solo por amor, La rebelde, Todo es mentira, Entre rojas, Allegro ma non troppo, Hablando con los ángeles o El efecto mariposa entre otras. Con todas ellas tuvo contacto con diversos profesionales del cine y poco a poco su carrera como actriz cinematográfica en España se consolidaba cada vez más.
En 1996 le surgieron dos grandes oportunidades: protagonizar La Celestina, dirigida por Gerardo Vera, en la que trabajó con Terele Pávez, Juan Diego Botto y Maribel Verdú entre otros actores y la comedia romántica El amor perjudica seriamente la salud, de Manuel Gómez Pereira. Con esta última se consagró en el cine español.

#### Amenábar y Almodóvar. Premio Goya

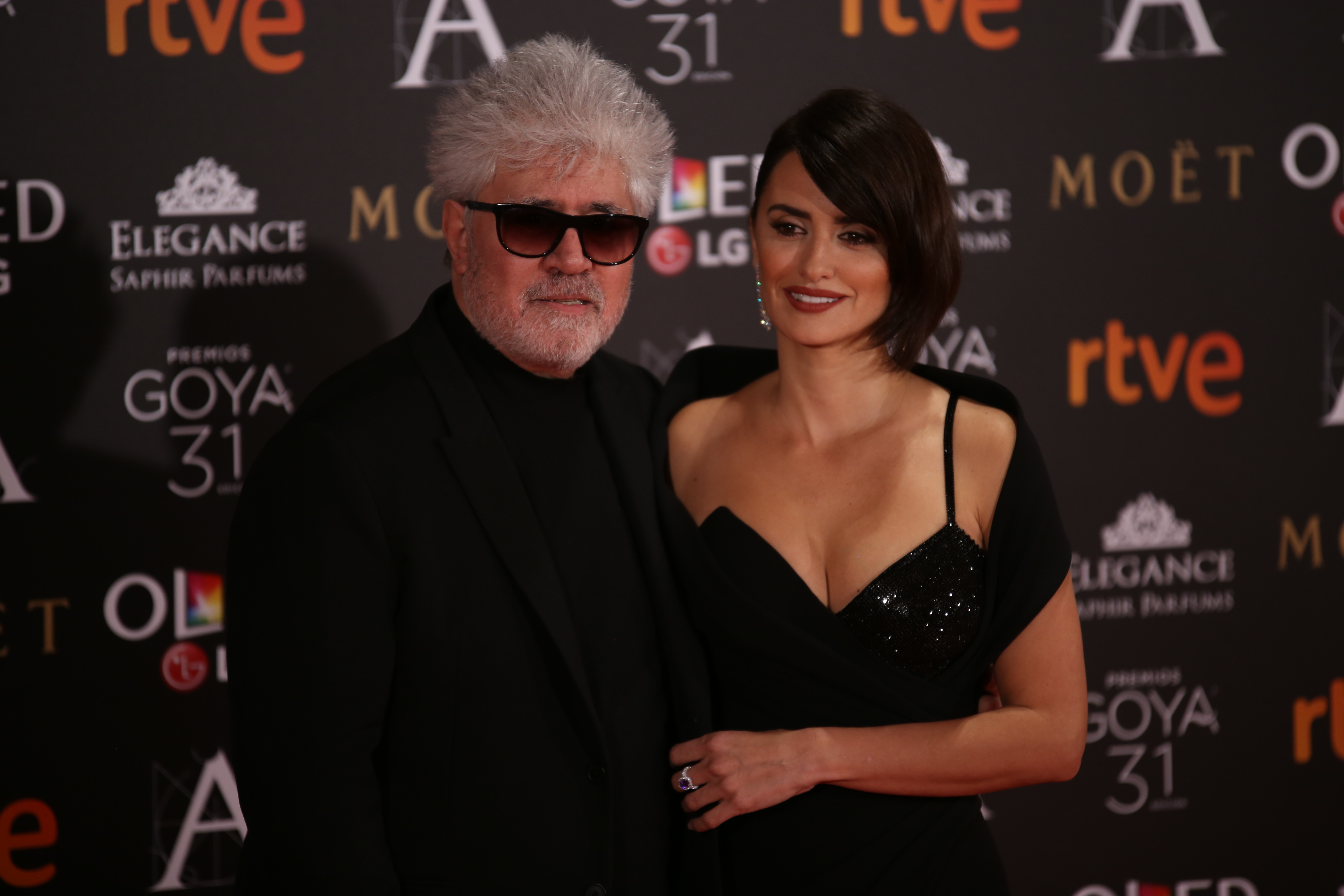
Pedro Almodóvar y Penélope Cruz en los Premios Goya en 2017.

Tras el éxito de El amor perjudica seriamente la salud, Penélope se convirtió en una actriz popular y solicitada en el panorama cinematográfico español y finalmente en 1997 consiguió su sueño: colaborar con un pequeño personaje en una película de Pedro Almodóvar. Fue en Carne trémula, protagonizada por Javier Bardem, Liberto Rabal, José Sancho y Ángela Molina entre otros actores.
El mismo año también protagonizó la película Abre los ojos, dirigida por Alejandro Amenábar donde actuó junto a Eduardo Noriega y Fele Martínez entre otros. Fue un gran éxito de taquilla que la lanzó a la fama y al prestigio nacional.
Tras estas dos películas, que marcaron un claro punto de inflexión en su carrera cinematográfica nacional, la actriz protagonizó en 1998 la película La niña de tus ojos con Fernando Trueba de nuevo, en la que compartió reparto con actores populares como Antonio Resines, Jorge Sanz, Loles León, Rosa María Sardá y Santiago Segura entre otros. Con ella logró su primer galardón relevante en la XIII edición de los Premios Goya de la academia del cine español como actriz protagonista y muchos otros reconocimientos por parte de la crítica y el público, quien la premió con el Fotogramas de Plata a la mejor actriz de cine. También consiguió un reconocimiento por parte de sus compañeros de profesión con el galardón a la mejor actriz protagonista en la Unión de Actores.
Con estas tres películas y reconocida en el cine español, empezó a darse a conocer en el mercado internacional al ser nominada como mejor actriz protagonista por La niña de tus ojos en los Premios del cine europeo.

#### El salto a Hollywood
Tras el éxito internacional, de público y crítica, de Todo sobre mi madre, ganadora de la mejor película extranjera en los Óscar, en el 2000 dio el salto a Estados Unidos: actuó junto a Matt Damon en All the Pretty Horses, con Nicolas Cage en La mandolina del capitán Corelli, con Tom Cruise en Vanilla Sky (remake de Abre los ojos), con Johnny Depp en Blow y con Matthew McConaughey en Sahara, filme de aventuras que si bien alcanzó una gran recaudación, no llegó a cubrir su elevado coste. En 2003 rodó el filme de terror Gothika con Halle Berry y Robert Downey Jr.
Su comentada relación sentimental con Tom Cruise ayudó a hacerla popular entre el público anglosajón, si bien las mejores críticas a su trabajo le seguían llegando gracias a su participación en el cine europeo. En 2004 protagonizó la película italiana No te muevas, por la que ganó el premio David de Donatello a la mejor interpretación femenina y fue candidata al Premio Goya a la mejor actriz.

#### Primera candidatura a los Premios Óscar

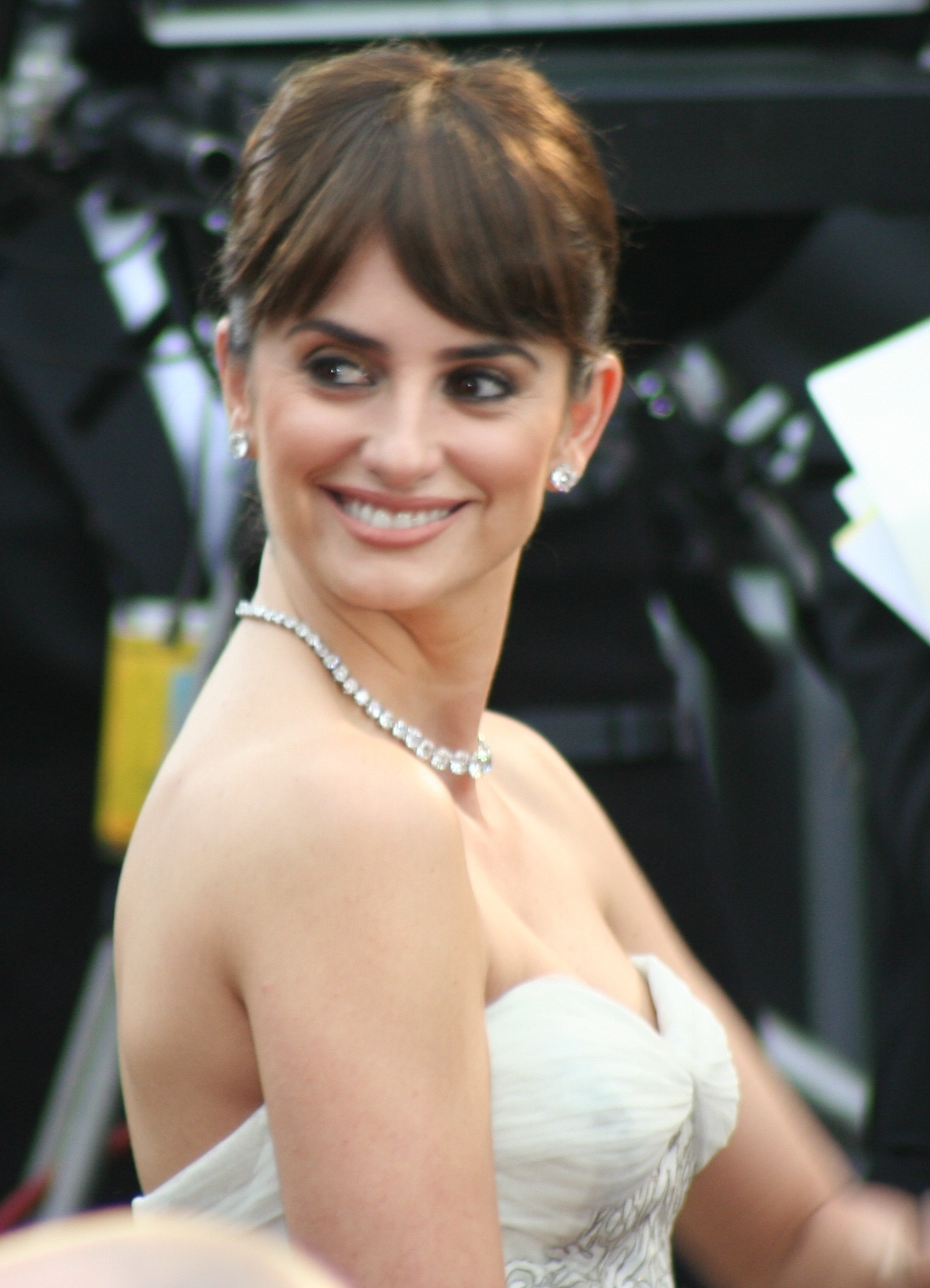
Penélope en la entrega de los premios Óscar, en 2009.

La siguiente colaboración entre Pedro Almodóvar y la actriz fue en Volver (2006), película que protagonizó y por la que ganó el premio a la mejor interpretación femenina en el Festival de Cannes de 2006, compartido con el resto de actrices del filme: Carmen Maura, Chus Lampreave, Lola Dueñas, Blanca Portillo y Yohana Cobo. Gracias a esta película, el 23 de enero de 2007 se convirtió en la primera actriz española candidata a un Óscar de Hollywood como mejor actriz principal, compitiendo con Judi Dench, Meryl Streep, Kate Winslet y Helen Mirren (la ganadora fue esta última por The Queen).
El 28 de enero de 2007, Penélope Cruz obtuvo su segundo Goya como mejor actriz protagonista por su papel de Raimunda en Volver. También por este trabajo recibió el mes de octubre de 2006 el premio a la mejor interpretación femenina en los Hollywood Awards, galardones otorgados anualmente por críticos de cine, productores y directores de festivales.
A continuación rodó Elegy, película inspirada en la novela El animal moribundo, de Philip Roth, junto a Ben Kingsley y Dennis Hopper y dirigida por Isabel Coixet.

#### Segunda candidatura y primera española ganadora de un Óscar
En 2007 protagonizó, junto a Javier Bardem, Scarlett Johansson y Rebecca Hall, la película del director estadounidense Woody Allen Vicky Cristina Barcelona, rodada en Avilés, Oviedo y Barcelona. Estrenada en agosto de 2008 en Estados Unidos y en septiembre en España, alcanzó notable éxito comercial (más de 91 millones de dólares en taquilla). El trabajo de Penélope Cruz fue aclamado a nivel mundial lo cual motivó su nominación a los Globos de Oro y, por segunda vez, a los Óscar de 2009, esta vez como mejor actriz secundaria; y logró ganar la estatuilla. Por este papel, además, ya había ganado un nuevo Goya, el tercero de su historial, en la categoría de mejor actriz de reparto.
El mismo año Penélope Cruz encarnó uno de los personajes centrales de la decimoséptima película de Pedro Almodóvar, Los abrazos rotos, una historia inspirada en el cine negro de los años cincuenta en la que también intervienen Blanca Portillo, Lluís Homar, José Luis Gómez y Ángela Molina. Por este papel, Cruz obtuvo su sexta nominación a los Goya.

#### Tercera candidatura a los Premios Óscar y posteriores trabajos
En 2009 Penélope Cruz se sumó al reparto de la adaptación al cine del musical Nine, bajo la dirección de Rob Marshall. En la cinta compartió cartel junto a Daniel Day-Lewis, Marion Cotillard, Sophia Loren, Judi Dench y Nicole Kidman además de Kate Hudson. Por su encarnación de Carla Albanese, la amante del protagonista, la actriz fue nominada al Globo de Oro, al Premio del Sindicato de Actores y, por tercera vez en cuatro años, al Óscar. El mismo año se estrenó Manolete, película que rodó con Adrien Brody tres años antes, en 2006, y que no había podido estrenarse en su momento por problemas económicos.
En 2010 Penélope Cruz fue considerada la mejor vestida de los Óscar en las dos últimas décadas
y, candidata al Óscar por Nine, fue valorada la mejor representante del estándar de la moda de los Óscar por el vestido Versace que lució en la edición de 2007.
El mismo año se estrenó Sex and the City 2, donde Penélope Cruz hizo un pequeño papel, interpretando a Carmen, una banquera. En 2011 participó como coprotagonista (junto a Johnny Depp) en una de las entregas de la saga Piratas del Caribe: Pirates of the Caribbean: On Stranger Tides, filme que superó los mil millones de dólares de recaudación mundial. Por las mismas fechas rodó nuevamente con Woody Allen; en esta ocasión, un papel más secundario en To Rome with Love, película con un extenso reparto que incluye a Alec Baldwin, Roberto Benigni y Ornella Muti.
Entre finales de 2012 y principios de 2013 estrenó Volver a nacer, una película italiana en la que fue reconocida por la crítica y obtuvo una nueva candidatura al Premio Goya cómo mejor actriz principal. Filmó también la película The Counselor de Ridley Scott, con su marido Javier Bardem, Cameron Diaz, Brad Pitt y Michael Fassbender. A mediados de 2014 rodó Ma Ma bajo la dirección de Julio Médem, con Luis Tosar y Asier Etxeandía y Grimsby bajo la dirección de Louis Leterrier, con Mark Strong, Rebel Wilson y Annabelle Wallis. Gracias al trabajo en la primera logró una nueva nominación a los premios Goya.
En 2016 se estrenó la segunda película de la taquillera saga Zoolander, donde Penélope Cruz tiene un papel destacado junto a los protagonistas Owen Wilson y Ben Stiller. También ese año se presentó uno de los filmes españoles más esperados en años: La reina de España de Fernando Trueba, donde Cruz retoma el personaje de La niña de tus ojos. Pero a pesar de su cuidada ambientación y el amplio reparto que incluía a Cary Elwes y Mandy Patinkin, este filme tuvo una tibia acogida.
En 2017 la actriz española ha tenido mejor suerte, al obtener un papel destacado en Murder on the Orient Express de Kenneth Branagh, donde se codea con estrellas como Johnny Depp, Michelle Pfeiffer, Willem Dafoe y Judi Dench. En el mismo año, el canal FX confirmó a Penélope Cruz en el papel de Donatella Versace para la serie de televisión sobre el asesinato de Gianni Versace.

#### Premio Donostia
El 19 de septiembre de 2019, Penélope Cruz recibe el Premio Donostia, sorprendentemente esta ocasión de la mano de su compañero y amigo Bono de U2, y siendo la segunda actriz española en conseguirlo después de Carmen Maura (2013).
Asimismo, también sería la actriz más joven de la historia en recibirlo, con sólo 45 años de edad.
En mayo de 2022 empieza el rodaje de una película en la que encarna a Laura Ferrari, esposa de Enzo Ferrari, bajo la dirección de Michael Mann.

## Filmografía
Debutó en el cine en 1991 con la película El laberinto griego, de Rafael Alcázar, aunque popularmente se considera como tal su participación al año siguiente en Jamón, jamón, de Bigas Luna. Ha participado en 50 películas,
y trabajado con Bigas Luna, Trueba y Almodóvar en varias ocasiones.
Las películas más taquilleras en las que aparece en reparto son
Piratas del Caribe, G-Force,Vanilla Sky, Gothika, Sahara,
Vicky Cristina Barcelona,
Volver y Blow.

### Televisión
| Año  | Película                                    | Personaje               |
| ---- | ------------------------------------------- | ----------------------- |
| 1992 | Jamón jamón                                 | Silvia                  |
| 1992 | Belle époque                                | Luz                     |
| 1993 | El laberinto griego                         | Elisa                   |
| 1993 | La rebelde                                  | Enza                    |
| 1993 | Por amor solo por amor                      | Virgen María            |
| 1994 | Alegre ma non troppo                        | Salomé                  |
| 1994 | Todo es mentira                             | Lucía                   |
| 1995 | Entre rojas                                 | Lucía                   |
| 1995 | El efecto mariposa                          | Invitada a la fiesta    |
| 1996 | Brujas                                      | Patricia                |
| 1996 | La Celestina                                | Melibea                 |
| 1996 | Más que amor, frenesí                       | Laura                   |
| 1996 | El amor perjudica seriamente la salud       | Diana Balaguer          |
| 1997 | Un lugar en el Edén                         | Doña Helena             |
| 1997 | Carne trémula                               | Isabel Plaza Caballero  |
| 1997 | Abre los ojos                               | Sofía                   |
| 1998 | El ángel del deseo                          | Pilar                   |
| 1998 | Don Juan                                    | Mathurine               |
| 1998 | Lluvia en los zapatos                       | Louisi                  |
| 1998 | La niña de tus ojos                         | Macarena Granada        |
| 1998 | Hi-Lo Country                               | Josepha O'Neil          |
| 1999 | Todo sobre mi madre                         | Hermana Rosa            |
| 1999 | Volavérunt                                  | Pepita Tudó             |
| 2000 | Woman on Top                                | Isabella Oliveira       |
| 2000 | All the Pretty Horses                       | Alejandra Villarreal    |
| 2001 | Blow                                        | Mirtha Jung             |
| 2001 | La mandolina del capitán Corelli            | Pelagia                 |
| 2001 | Sin noticias de Dios                        | Carmen Ramos            |
| 2001 | Vanilla Sky                                 | Sofía Serrano           |
| 2002 | Waking up in Reno                           | Brenda                  |
| 2003 | Anónimos                                    | Pagan Lace              |
| 2003 | Fanfan la Tulipe                            | Adéline La Franchise    |
| 2003 | Gothika                                     | Chloe Sava              |
| 2004 | No te muevas                                | Italia                  |
| 2004 | Head in the Clouds                          | Mia                     |
| 2004 | Noel                                        | Nina Vásquez            |
| 2005 | Sahara                                      | Eva Rojas               |
| 2005 | Alta sociedad                               | Gloria                  |
| 2006 | Bandidas                                    | María Álvarez           |
| 2006 | Volver                                      | Raimunda                |
| 2007 | The Good Night                              | Anna / Melodía          |
| 2008 | Elegy                                       | Consuela Castillo       |
| 2008 | Vicky Cristina Barcelona                    | María Elena             |
| 2008 | Manolete                                    | Lupe Sino               |
| 2009 | Los abrazos rotos                           | Magdalena Lena          |
| 2009 | G-Force                                     | Juárez                  |
| 2009 | Nine                                        | Carla Albanese          |
| 2010 | Sex and the City 2                          | Carmen García Carrión   |
| 2011 | Pirates of the Caribbean: On Stranger Tides | Angélica Teach          |
| 2012 | To Rome with Love                           | Anna                    |
| 2012 | Volver a nacer                              | Gemma                   |
| 2013 | Los amantes pasajeros                       | Jessica                 |
| 2013 | The Counselor                               | Laura                   |
| 2015 | Ma ma                                       | Magdalena               |
| 2016 | Zoolander 2                                 | Valentina Valencia      |
| 2016 | Grimsby                                     | Rhonda George           |
| 2016 | La reina de España                          | Macarena Granada        |
| 2017 | Loving Pablo                                | Virginia Vallejo        |
| 2017 | Murder on the Orient Express                | Pilar Estravados        |
| 2018 | Todos lo saben                              | Laura                   |
| 2019 | Dolor y gloria                              | Jacinta Mallo           |
| 2019 | La Red Avispa                               | Olga Salanueva-González |
| 2021 | Competencia oficial                         | Lola Cuevas             |
| 2021 | Madres paralelas                            | Janis Martínez Moreno   |
| 2022 | Agentes 355                                 | Graciela Rivera         |
| 2022 | L'immensità                                 | Clara                   |
| 2022 | En los márgenes                             | Azucena                 |
| 2023 | Ferrari                                     | Laura Ferrari           |
| 2025 | Day Drinker                                 | Cara Lauzzana           |
| 2026 | The Bride!                                  | Myrna                   |
| 2026 | Los días del abandono                       | Olga                    |

| Año       | Serie                                                | Personaje                   | Notas                     |
| --------- | ---------------------------------------------------- | --------------------------- | ------------------------- |
| 1990      | Los mundos de Yupi                                   | La Bella Durmiente          | 1 episodio                |
| 1991      | Serie rosa                                           | Daphné / Javotte / Juliette | Episodio: «Elle et lui»   |
| 1992      | Framed                                               | Lola del Moreno             | 3 episodios               |
| 2013-2014 | Barrio Sésamo                                        | compañera (voz)             | 2 episodios               |
| 2017      | ¿Qué fue de Jorge Sanz?                              | ella misma                  | 1 episodio                |
| 2018      | American Crime Story: El Asesinato de Gianni Versace | Donatella Versace           | protagonista; 5 episodios |
| 2019      | Nuestro planeta                                      | narradora                   | 8 episodios               |

### Teatro
- Don Juan - dirigida por Marta Montblanc.

### Videoclips
- 1989: La fuerza del destino, de Mecano.
- 1994: El patio, de Nacho Cano.
- 1995: El waltz de los locos, de Nacho Cano (dirección).
- 2007: Cosas que contar de Eduardo Cruz.
- 2012: Decirnos adiós de Miguel Bosé.

## Imagen pública
En 2011, el diario británico The Telegraph informó sobre las partes del cuerpo más buscadas de los ricos y famosos, revelada por dos cirujanos plásticos de Hollywood, que se llevó a cabo en una encuesta entre sus pacientes para construir la imagen de la mujer perfecta. En la categoría del cuerpo más buscado fue votado como el top el cuerpo de Penélope Cruz, junto con Gisele Bundchen y Jennifer Aniston.

### Publicidad y moda
Penélope Cruz ha sido imagen comercial de diversas marcas, como Coca-Cola, L'Oréal o Nintendo.
En 1998, Cruz se convirtió en la protagonista del desfile de Victorio & Lucchino con un look de inspiración andaluza. La actriz era la imagen de Carmen, una de las fragancias de la firma.
En 2007 y 2008 fue elegida por Mango como imagen para su campaña. Junto a su hermana Mónica Cruz ha colaborado en la creación de una colección de ropa para Mango. En 2010 sustituyó a Kate Winslet como imagen de Tresor, un perfume de Lancôme, de la cual es embajadora actualmente, y en 2014 a Uma Thurman como la nueva cara de Schweppes.
En 2013 la actriz es la nueva embajadora de la firma española de Loewe hasta 2015 y para la cual también diseño una serie de bolsos junto a su hermana. Ese mismo año, ambas diseñaron varias colecciones para la marca de lencería Agent Provocateur, además de dirigir a Irina Shayk y a Miguel Ángel Silvestre en el spot de promoción de la firma. Ese 2013, también fue imagen de Viceroy.
En 2018 presta su imagen a la nueva campaña de Costa Cruceros; y desde ese mismo año, Penélope Cruz es embajadora de Chanel, firma de moda de la que viste frecuentemente junto a Versace, una de las firmas preferidas de la actriz. En 2019 desfiló en el Grand Palais sobre la pasarela de la firma francesa en homenaje al fallecido Karl Lagerfeld.
En 2018, Penélope Cruz acudió a una fiesta organizada por Swarovski en el Festival de Cannes donde presentó una colección de joyería fina con características sostenibles en colaboración con Atelier Swarovski.

### Música
Ha participado en el mundo de la música en varias ocasiones. Una colaboración suya aparece en el disco Voices of hope de la Fundación Sabera, en donde canta a dúo con Joan Manuel Serrat la canción por la que fue bautizada así, «Penélope», y en la comedia musical Nine  interpreta el tema «A call from the Vatican».
En 2012 colaboró junto a Miguel Bosé en su nuevo disco Papitwo cantando una canción con él a dúo.

## Vida personal
A principios de julio de 2010, con 36 años de edad, Penélope Cruz contrajo matrimonio con Javier Bardem (41), en la isla privada de Johnny Depp en las islas Bahamas, tras tres años de noviazgo.
Dos meses después, después de la difusión de rumores durante meses, en septiembre de 2010 se anunció que Cruz estaba embarazada.
El 22 de enero de 2011 dio a luz a su hijo, Leo, en la clínica Cedars-Sinaí, en Los Ángeles (estado de California).
En febrero de 2013 Cruz y Bardem confirmaron que esperaban su segundo hijo.
El 22 de julio de ese año les nació una niña, en Madrid, a la que llamaron Luna.
Entre su círculo íntimo de amistades se encuentran Pedro Almodóvar, Goya Toledo, Antonio Banderas, Johnny Depp y Salma Hayek, entre otros.

## Premios y nominaciones

### Certámenes anuales
Premios Óscar
| Año  | Categoría               | Película                 | Resultado |
| ---- | ----------------------- | ------------------------ | --------- |
| 2007 | Mejor actriz            | Volver                   | Nominada  |
| 2009 | Mejor actriz de reparto | Vicky Cristina Barcelona | Ganadora  |
| 2010 | Mejor actriz de reparto | Nine                     | Nominada  |
| 2022 | Mejor actriz            | Madres paralelas         | Nominada  |

Premios Globo de Oro
| Año  | Categoría                            | Película                                                  | Resultado |
| ---- | ------------------------------------ | --------------------------------------------------------- | --------- |
| 2006 | Mejor actriz - Drama                 | Volver                                                    | Nominada  |
| 2008 | Mejor actriz de reparto              | Vicky Cristina Barcelona                                  | Nominada  |
| 2009 | Mejor actriz de reparto              | Nine                                                      | Nominada  |
| 2018 | Mejor actriz de reparto de miniserie | The Assassination of Gianni Versace: American Crime Story | Nominada  |

Premios BAFTA
| Año  | Categoría               | Película                 | Resultado |
| ---- | ----------------------- | ------------------------ | --------- |
| 2006 | Mejor actriz            | Volver                   | Nominada  |
| 2008 | Mejor actriz de reparto | Vicky Cristina Barcelona | Ganadora  |

Premios del Sindicato de Actores
| Año  | Categoría                                 | Película                                                  | Resultado |
| ---- | ----------------------------------------- | --------------------------------------------------------- | --------- |
| 2006 | Mejor actriz                              | Volver                                                    | Nominada  |
| 2009 | Mejor actriz de reparto                   | Vicky Cristina Barcelona                                  | Nominada  |
| 2010 | Mejor reparto                             | Nine                                                      | Nominada  |
| 2010 | Mejor actriz de reparto                   | Nine                                                      | Nominada  |
| 2018 | Mejor actriz en una miniserie o telefilme | The Assassination of Gianni Versace: American Crime Story | Nominada  |

Premios Primetime Emmy
| Año  | Categoría                                           | Película                                                  | Resultado |
| ---- | --------------------------------------------------- | --------------------------------------------------------- | --------- |
| 2018 | Mejor actriz de reparto en una miniserie o película | The Assassination of Gianni Versace: American Crime Story | Nominada  |

Premios Goya
| Año  | Categoría                                  | Película                 | Resultado |
| ---- | ------------------------------------------ | ------------------------ | --------- |
| 1992 | Mejor interpretación femenina protagonista | Jamón, jamón             | Nominada  |
| 1998 | Mejor interpretación femenina protagonista | La niña de tus ojos      | Ganadora  |
| 2004 | Mejor interpretación femenina protagonista | No te muevas             | Nominada  |
| 2006 | Mejor interpretación femenina protagonista | Volver                   | Ganadora  |
| 2008 | Mejor interpretación femenina de reparto   | Vicky Cristina Barcelona | Ganadora  |
| 2009 | Mejor interpretación femenina protagonista | Los abrazos rotos        | Nominada  |
| 2012 | Mejor interpretación femenina protagonista | Volver a nacer           | Nominada  |
| 2015 | Mejor interpretación femenina protagonista | Ma ma                    | Nominada  |
| 2016 | Mejor interpretación femenina protagonista | La reina de España       | Nominada  |
| 2017 | Mejor interpretación femenina protagonista | Loving Pablo             | Nominada  |
| 2018 | Mejor interpretación femenina protagonista | Todos lo saben           | Nominada  |
| 2019 | Mejor interpretación femenina protagonista | Dolor y gloria           | Nominada  |
| 2022 | Mejor interpretación femenina protagonista | Madres paralelas         | Nominada  |
| 2023 | Mejor interpretación femenina de reparto   | En los márgenes          | Nominada  |

Premios David de Donatello
| Año  | Categoría                 | Película     | Resultado |
| ---- | ------------------------- | ------------ | --------- |
| 2004 | Mejor actriz protagonista | No te muevas | Ganadora  |

Premios del Cine Europeo
| Año  | Categoría            | Película            | Resultado |
| ---- | -------------------- | ------------------- | --------- |
| 2000 | Mejor actriz europea | La niña de tus ojos | Nominada  |
| 2004 | Mejor actriz europea | No te muevas        | Nominada  |
| 2006 | Mejor actriz europea | Volver              | Ganadora  |
| 2009 | Mejor actriz europea | Los abrazos rotos   | Nominada  |
| 2022 | Mejor actriz europea | Madres paralelas    | Nominada  |

Medallas del Círculo de Escritores Cinematográficos
| Año  | Categoría               | Película                 | Resultado |
| ---- | ----------------------- | ------------------------ | --------- |
| 2006 | Mejor actriz            | Volver                   | Ganadora  |
| 2008 | Mejor actriz secundaria | Vicky Cristina Barcelona | Nominada  |
| 2009 | Mejor actriz            | Los abrazos rotos        | Nominada  |
| 2019 | Mejor actriz secundaria | Dolor y gloria           | Nominada  |
| 2021 | Mejor actriz            | Madres paralelas         | Nominada  |

Premios Fotogramas de Plata
| Año  | Categoría            | Película                                                                                        | Resultado |
| ---- | -------------------- | ----------------------------------------------------------------------------------------------- | --------- |
| 1992 | Mejor actriz de cine | Jamón, jamón / Belle Époque                                                                     | Nominada  |
| 1994 | Mejor actriz de cine | Alegre ma non troppo / Todo es mentira                                                          | Nominada  |
| 1997 | Mejor actriz de cine | Abre los ojos / El amor perjudica seriamente la salud / Carne trémula / Por amor, sólo por amor | Nominada  |
| 1998 | Mejor actriz de cine | La niña de tus ojos                                                                             | Ganadora  |
| 2006 | Mejor actriz de cine | Volver                                                                                          | Ganadora  |
| 2008 | Mejor actriz de cine | Vicky Cristina Barcelona                                                                        | Nominada  |
| 2009 | Mejor actriz de cine | Los abrazos rotos                                                                               | Ganadora  |
| 2015 | Mejor actriz de cine | Ma ma                                                                                           | Ganadora  |
| 2018 | Mejor actriz de cine | Todos lo saben                                                                                  | Ganadora  |
| 2021 |                      | Madres paralelas                                                                                | Ganadora  |

Premios Feroz
| Año  | Categoría                 | Película         | Resultado |
| ---- | ------------------------- | ---------------- | --------- |
| 2016 | Mejor actriz protagonista | Ma ma            | Nominada  |
| 2019 | Mejor actriz protagonista | Todos lo saben   | Nominada  |
| 2020 | Mejor actriz de reparto   | Dolor y gloria   | Nominada  |
| 2022 | Mejor actriz protagonista | Madres paralelas | Nominada  |

Unión de Actores y Actrices
| Año  | Categoría                                 | Película                                                  | Resultado |
| ---- | ----------------------------------------- | --------------------------------------------------------- | --------- |
| 1992 | Mejor interpretación secundaria de cine   | Belle Époque                                              | Ganadora  |
| 1998 | Mejor interpretación protagonista de cine | La niña de tus ojos                                       | Ganadora  |
| 2006 | Mejor interpretación protagonista de cine | Volver                                                    | Ganadora  |
| 2008 | Mejor actriz de reparto de cine           | Vicky Cristina Barcelona                                  | Nominada  |
| 2009 | Mejor actriz protagonista de cine         | Los abrazos rotos                                         | Nominada  |
| 2018 | Mejor actriz en producción internacional  | The Assassination of Gianni Versace: American Crime Story | Ganadora  |
| 2018 | Mejor actriz protagonista de cine         | Todos lo saben                                            | Nominada  |
| 2022 | Mejor actriz protagonista de cine         | Competencia oficial                                       | Nominada  |

Premios Gaudí
| Año  | Categoría               | Película                 | Resultado |
| ---- | ----------------------- | ------------------------ | --------- |
| 2008 | Mejor actriz secundaria | Vicky Cristina Barcelona | Ganadora  |

Premios Hoy Magazine
| Año  | Categoría                                 | Película         | Resultado |
| ---- | ----------------------------------------- | ---------------- | --------- |
| 2021 | Mejor interpretación femenina audiovisual | Madres Paralelas | Ganadora  |

Premios EñE del cine
| Año  | Categoría                                  | Película                 | Resultado |
| ---- | ------------------------------------------ | ------------------------ | --------- |
| 1997 | Mejor interpretación femenina protagonista | Abre los ojos            | Nominada  |
| 1998 | Mejor interpretación femenina protagonista | La niña de tus ojos      | Ganadora  |
| 1999 | Mejor interpretación femenina de reparto   | Todo sobre mi madre      | Nominada  |
| 2004 | Mejor interpretación femenina protagonista | No te muevas             | Nominada  |
| 2006 | Mejor interpretación femenina protagonista | Volver                   | Ganadora  |
| 2008 | Mejor interpretación femenina protagonista | Elegia                   | Nominada  |
| 2008 | Mejor interpretación femenina de reparto   | Vicky Cristina Barcelona | Nominada  |
| 2009 | Mejor interpretación femenina protagonista | Los abrazos rotos        | Ganadora  |

### Festivales
Festival Internacional de Cine de Cannes
| Año  | Categoría                     | Película | Resultado |
| ---- | ----------------------------- | -------- | --------- |
| 2006 | Mejor interpretación femenina | Volver   | Ganadora  |

Festival Internacional de Cine de Venecia
| Año  | Categoría                    | Película         | Resultado |
| ---- | ---------------------------- | ---------------- | --------- |
| 2021 | Copa Volpi a la mejor actriz | Madres paralelas | Ganadora  |

Festival de Cine de Hollywood
| Año  | Categoría            | Película | Resultado |
| ---- | -------------------- | -------- | --------- |
| 2006 | Mejor actriz del año | Volver   | Ganadora  |

Festival Internacional de Cine de San Sebastián
| Año  | Categoría       | Película             | Resultado |
| ---- | --------------- | -------------------- | --------- |
| 2019 | Premio Donostia | Trayectoria e imagen | Ganadora  |

### Otros premios
- Premio Jameson del Público a la mejor actriz, Academia de Cine Europeo, por No te muevas
- Premio Micrófono de Oro en la categoría Apartado Cinematográfico, otorgado en 2007.
- Mejor actriz de reparto - Boston Society of Film Critics Awards (BSFC) por Vicky Cristina Barcelona.
- Mejor actriz de reparto - Gaudi Award por Vicky Cristina Barcelona.
- Mejor actriz de reparto Ex aequo - Gotham Awards por Vicky Cristina Barcelona.
- Mejor actriz de reparto - Kansas City Film Critics Circle Award por Vicky Cristina Barcelona.
- Mejor actriz de reparto - Los Angeles Film Critics Association Awards por Vicky Cristina Barcelona.
- Mejor actriz de reparto - National Board of Review (NBR) Awards por Vicky Cristina Barcelona.
- Mejor actriz de reparto - New York Film Critics Circle Awards por Vicky Cristina Barcelona.
- Mejor actriz de reparto - Santa Bárbara International Film Festival por Vicky Cristina Barcelona.
- Mejor actriz de reparto - Southeastern Film Critics Association Awards por Vicky Cristina Barcelona.
- Nominada como mejor actriz de reparto por el Sindicato de Actores de EE. UU. (SAG) por Vicky Cristina Barcelona.
- Nominada mejor actriz de reparto por los Broadcast Film Critics Associación (BCA)por Vicky Cristina Barcelona
- Nominada como mejor actriz de reparto - Chicago Film Critics Association Awards por Vicky Cristina Barcelona.
- Nominada como mejor actriz de reparto - Cinema Writers Circle Awards por Vicky Cristina Barcelona.
- Nominada como mejor actriz de reparto a los Independent Spirit Awards por Vicky Cristina Barcelona
- Nominada como mejor actriz de reparto a los Black Reel Awards por Vicky Cristina Barcelona.
- Nominada como mejor actriz de Reparto a London Critics Circle Film Awards por Vicky Cristina Barcelona.
- Nominada a mejor actriz de reparto - Screen Actors Guild Awards por Nine.
- Estrella en el paseo de la fama de Madrid (2011)
- Estrella en el paseo de la fama de Hollywood (2011)
- Nominada a los Premios Platino en la categoría Mejor Interpretación Femenina por su rol en Ma ma (2016)[43]